# Anni-Frid Lyngstad
Anni-Frid Synni Reuss, Contessa di Plauen, nota anche con lo pseudonimo di Frida (nata Anni-Frid Synni Lyngstad; Bjørkåsen, 15 novembre 1945), è una cantante, cantautrice e ambientalista norvegese naturalizzata svedese.
È celebre per essere stata uno dei quattro componenti del gruppo musicale pop ABBA.

## Biografia

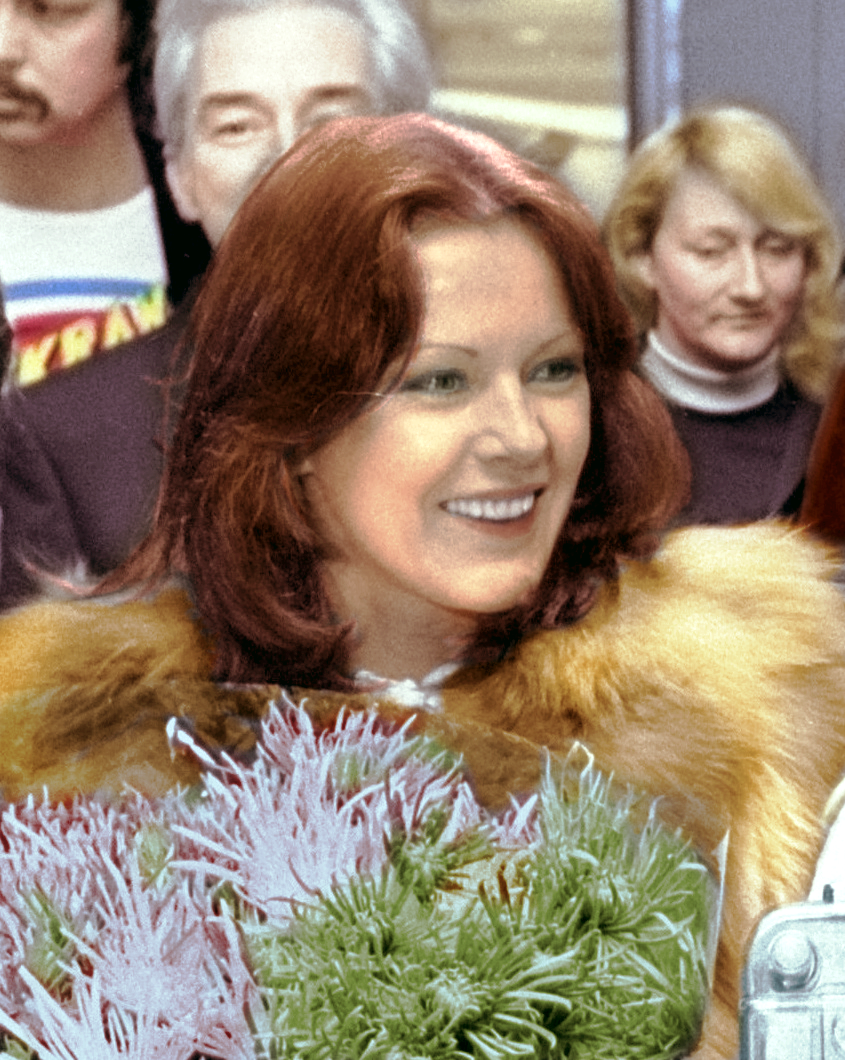
Frida nei Paesi Bassi nel 1976

Anni-Frid è nata a Bjørkåsen, una piccola località facente parte del comune di Ballangen, nel 1945. Durante l'occupazione nazista della Norvegia, sua madre Synni (19 giugno 1926 - 28 settembre 1947) venne selezionata per il progetto Lebensborn, il programma eugenetico nazista di riproduzione e selezione delle nascite. Il padre, Alfred Haase (29 giugno 1919 - 23 febbraio 2009), era un ufficiale tedesco della Wehrmacht già sposato.
Anni-Frid credette per molto tempo che suo padre fosse morto, affondato con la sua nave durante la guerra. Dopo le rivelazioni del settimanale tedesco Bravo che pubblicò nel 1977 la storia delle origini dei componenti del famoso quartetto, Anni-Frid scoprì che il padre in realtà non era deceduto.
Alla fine della seconda guerra mondiale Anni-Frid, sua madre e la nonna dovettero rifugiarsi in Svezia per paura di rappresaglie, essendo state marchiate come traditrici della patria proprio per la partecipazione al Lebensborn (sorte comune toccò le migliaia di madri e figli del programma, benché il governo avesse deciso di fermare le ingiustizie subite dai bambini nati da padri tedeschi, che venivano rinchiusi in collegi e in sanatori mentali). Durante l'esilio, Synni morì di insufficienza renale quando Anni-Frid aveva solo due anni, e la bambina venne quindi cresciuta dalla nonna materna a Eskilstuna.
Nel 1958, a soli 13 anni, Anni-Frid cominciò a lavorare come cantante di jazz nei locali e formò il suo primo gruppo musicale, The Anni-Frid Four, dove suonava il basso colui che divenne il primo marito, Ragnar Fredriksson, sposato a 18 anni nel 1963. Ebbero due figli prima del divorzio.
Il 3 settembre 1967 Anni-Frid vinse la competizione canora televisiva New Faces per giovani talenti che, curiosamente, coincise anche con il Dagen H, ovvero il giorno in cui la Svezia cambiò il senso di marcia dei mezzi da trasporto sulle strade pubbliche da sinistra a destra. A seguito di questa vittoria incise un primo album solista per la EMI ma riscuotendo poco successo. Il suo secondo lavoro lo incise nel 1971, prodotto da Benny Andersson, poco dopo la fondazione degli ABBA.
Nel 1972 incise Man Vill Ju Leva Lite Dessemellan cover in svedese del brano Chi salta il fosso di Loretta Goggi, pubblicata su 45 giri ed inclusa successivamente nelle ristampe dell'album Ring Ring.
Nel 1975 pubblica il suo secondo album da solista in una pausa di attività del gruppo, dal titolo Frida ensam, contenente per lo più cover in svedese di grandi successi europei del momento tra cui Life on Mars? di  David Bowie e due brani del repertorio italiano come Vado via di Drupi e Anima mia de I Cugini di Campagna oltre alla suddetta cover della Goggi.
Il 6 ottobre 1978 sposò Benny e divorziò da lui nel 1981.
Dopo lo scioglimento degli ABBA nel 1982 Frida realizzò un album di successo, Something's Going On, prodotto da Phil Collins, il cui singolo trainante, I Know There's Something Going On (So che qualcosa sta succedendo), scritto da Russ Ballard, scalò le classifiche di mezzo mondo, e restò il lavoro di maggior successo di un componente solista degli ABBA. 
Nel 1984 realizzò il suo quarto album in studio Shine, sotto la produzione di Steve Lillywhite e questo rimase per molto tempo il suo ultimo lavoro. 
Dopo l'album Djupa Andetag, realizzato soltanto per il mercato svedese nel 1996, fa il suo rientro nel mercato internazionale nel 2004 quando registra il brano The Sun Will Shine Again, insieme alla leggenda dei Deep Purple Jon Lord. 
Farà due apparizioni con i vecchi compagni degli ABBA Björn e Benny nel quinto anno consecutivo di repliche londinesi del loro musical Mamma Mia!, e nel febbraio 2005 i quattro appaiono tutti insieme, per la prima volta dopo molti anni, a Stoccolma durante la serata di gala per l'inizio delle rappresentazioni svedesi dello stesso musical di successo.
Durante le sedute di registrazione di Shine, ha modo di conoscere e di innamorarsi del Principe Heinrich Ruzzo Reuss von Plauen, discendente della nobile famiglia dei Reuss (24 maggio 1950 – 29 ottobre 1999) che sposa il 26 agosto 1992 acquisendo i titoli nobiliari e la dignità di Altezza Serenissima. L'uomo morì di cancro a 49 anni, lasciandola vedova. Un anno prima, la figlia Lise-Lotte Casper (1967–1998) era morta tragicamente all'età di 30 anni in un incidente automobilistico negli Stati Uniti.
Oggi Anni-Frid vive a Friburgo e a Zermatt, in Svizzera, dove si dedica al volontariato con iniziative benefiche.

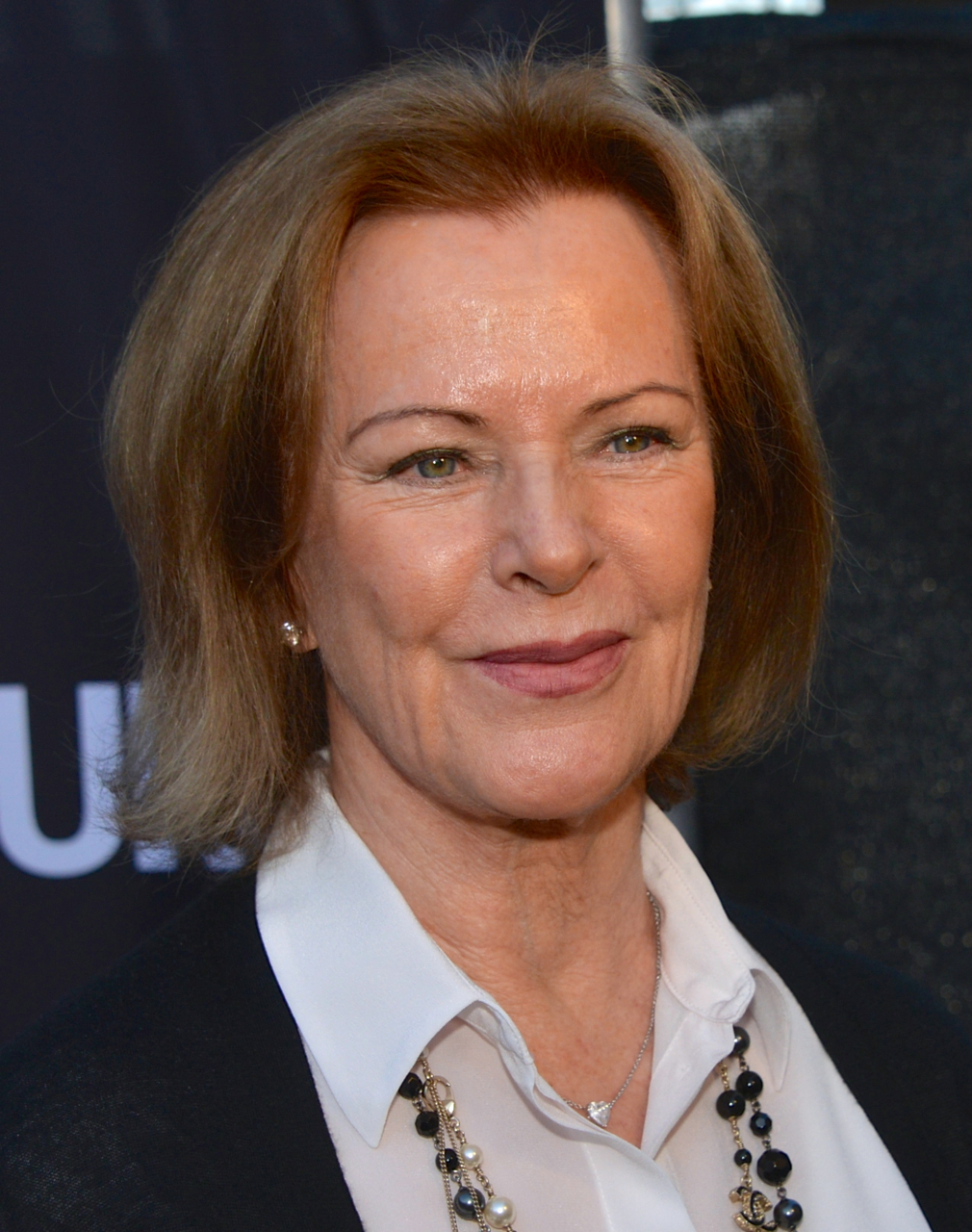
Frida nel 2013, all'apertura del Museo degli ABBA a Stoccolma

Il 1º ottobre 2015 viene aperto il canale Vevo ufficiale della cantante. I videoclip di I See Red e To Turn the Stone sono stati caricati nei giorni successivi in un'edizione rimasterizzata da Vevo assieme a due remix ufficiali del celebre singolo I Know There's Something Going On.

## Discografia

### Album
- 1971 - Frida (Columbia 4E 062-34360) - pubblicato come Anni-Frid Lyngstad in svedese
- 1975 - Frida ensam (Polar POLS 265) - pubblicato come Anni-Frid Lyngstad in svedese
- 1982 - Something's Going On (Polar POLS 355) - pubblicato come Frida in inglese
- 1984 - Shine (Polar POLS 390) - pubblicato come Frida in inglese
- 1996 - Djupa Andetag (Anderson Records) - pubblicato come Frida in svedese

### Singoli in inglese
- 1982 - I Know There's Something Going On
- 1982 - To Turn the Stone
- 1982 - Tell Me It's Over
- 1983 - Here We'll Stay
- 1983 - Belle (con Daniel Balavoine)
- 1983 - Time (con B.A. Robertson)
- 1984 - Shine
- 1984 - Twist in the Dark
- 1984 - Heart of the Country
- 1984 - Come to Me (I Am Woman)
- 1992 - Saltwater
- 2004 - The Sun Will Shine Again (con Jon Lord)
- 2010 - Morning Has Broken (con Georg Wadenius)
- 2015 - I Know There's Something Going On (Lindstrøm Remix)